# Cornus oblonga
Cornus oblonga är en kornellväxtart som beskrevs av Nathaniel Wallich. Cornus oblonga ingår i släktet korneller, och familjen kornellväxter.

## Underarter
Arten delas in i följande underarter:
- C. o. glabrescens
- C. o. griffithii